# Afriški rog
Afriški rog (tudi Somalski polotok) je velik polotok in geopolitična regija v Vzhodni Afriki. Je na skrajnem vzhodnem delu afriške celine in je četrti največji polotok na svetu. Sestavljajo jo Somalija (vključno s Somalilandom), Džibuti, Etiopija in Eritreja. Čeprav niso običajne, širše definicije vključujejo dele ali celotno Kenijo in Sudan. Opisan je bil kot regija geopolitičnega in strateškega pomena, saj leži ob južni meji Rdečega morja; razteza se na stotine kilometrov v Adenski zaliv, kanal Guardafui in Indijski ocean, prav tako pa ima morsko mejo z Arabskim polotokom.

## Imena
Ta polotok je znan pod različnimi imeni. Stari Grki in Rimljani so ga imenovali Regio Aromatica ali Regio Cinnamonifora zaradi aromatičnih rastlin, ki jih tam najdemo, ali Regio Incognita zaradi njenega neraziskanega ozemlja. V starem in srednjem veku se je Afriški rog imenoval Bilad al Barbar (»Dežela Berberov«). Znan je tudi kot Somalski polotok ali v somalskem jeziku Geeska Afrika, Jasiiradda Soomaali ali Gacandhulka Soomaali. V drugih lokalnih jezikih se imenuje: v amharsko የአፍሪካ ቀንድ, latinizirano: yäafrika qänd, arabsko القرن الأفريقي, latinizirano: al-qarn al-'afrīqī, v oromščini Gaaffaa Afriikaa in v tigrinjščini ቀ ርኒ ኣፍሪቃ q'ärnī afīrīqa.

## Opis
Regijo Afriškega roga sestavljajo mednarodno priznane države Džibuti, Eritreja, Etiopija in Somalija.
Geografsko gledano štrlečo obliko, ki spominja na 'rog', sestavljata Somalijski polotok in vzhodni del Etiopije. Toda regija zajema tudi ostalo Etiopijo, Eritrejo in Džibuti. Širši definiciji vključujeta Kenijo in Sudan. Izraz Veliki Afriški rog (Greater Horn Region (GHR)) lahko dodatno vključuje Južni Sudan in Ugando. Izraz Veliki Afriški rog se včasih uporablja za vključitev sosednjih držav jugovzhodne Afrike, da bi razlikovali širšo geopolitično definicijo Afriškega roga od ožjih definicij polotoka.ref name="Schreck, Carl J. 2004">Schreck, Carl J., and Fredrick HM Semazzi. "Variability of the recent climate of eastern Africa." International Journal of Climatology 24.6 (2004): 681–701.</ref>
Ime Afriški rog se včasih skrajša na HoA. Precej pogosto se imenuje preprosto 'Horn' – Rog, medtem ko se prebivalci včasih pogovorno imenujejo Horn Afričani. Regionalne študije o Afriškem rogu se izvajajo na področjih etiopskih študij in somalskih študij. Ta polotok je znan pod različnimi imeni.

## Zgodovina

### Prazgodovina
Nekaj najzgodnejših fosilov Homo sapiensa, ostanki Omo (izpred približno 233.000 let) in lobanja Herto (izpred približno 160.000) so bili najdeni v regiji, oba v Etiopiji.
Najdbe najstarejših izstrelkov s kamnito konico iz etiopskega Velikega tektonskega jarka, ki so datirane pred več kot 279.000 leti, »v kombinaciji z obstoječimi arheološkimi, fosilnimi in genetskimi dokazi izolirajo Vzhodno Afriko kot vir sodobnih kultur in biologije.«
Po scenariju južne razpršitve je južna pot migracije iz Afrike potekala na Afriškem rogu skozi Bab el Mandeba. Danes je Rdeče morje v ožini Bab-el-Mandeba široko približno 19 kilometrov, vendar je bilo pred 50.000 leti veliko ožje in morska gladina je bila 70 metrov nižja. Čeprav ožine niso bile nikoli popolnoma zaprte, so morda bili vmes otoki, do katerih je bilo mogoče priti s preprostimi splavi. V Eritreji so našli školjke, stare 125.000 let, kar kaže, da je prehrana zgodnjih ljudi vključevala morske sadeže, pridobljene s česanjem na plaži.
Etiopsko in eritrejsko kmetijstvo je med 4000 in 1000 pr. n. št. vzpostavilo najzgodnejšo znano uporabo semenske trave tef (Poa abyssinica). Moka tef se uporablja za pripravo peciva indžera/taita. Tudi kava izvira iz Etiopije in se je od takrat razširila in postala svetovna pijača.
Zgodovinar Christopher Ehret je navedel genetske dokaze, ki so identificirali Afriški rog kot vir genetskega markerja "M35/215" Y-kromosomske linije za pomembno populacijsko komponento, ki se je preselila severno iz te regije v Egipt in Levant. Ehret je trdil, da je ta genetska porazdelitev vzporedna s širjenjem afrazijskih jezikov s premiki ljudi z Afriškega roga v Egipt in dodala novo demično komponento obstoječemu prebivalstvu Egipta pred 17.000 leti.

### Antična zgodovina
Območje, ki obsega Somalijo, Džibuti, obalo Rdečega morja Eritreje in Sudan, velja za najverjetnejšo lokacijo dežele, ki so jo stari Egipčani poznali kot Punt (ali Ta Netjeru, kar pomeni božja dežela), katere prva omemba sega v 25. stoletja pred našim štetjem.
Kraljestvo Damot je bilo kraljestvo v Eritreji in severni Etiopiji, ki je obstajalo v 8. in 7. stoletju pred našim štetjem. S prestolnico verjetno v Jehi je kraljestvo razvilo namakalne sisteme, uporabljalo plug, gojilo proso ter izdelovalo železno orodje in orožje. Po padcu kraljestva Damot v 5. stoletju pr. n. št. so na planoti prevladovala manjša kraljestva, vse do vzpona enega od teh kraljestev v 1. stoletju, Aksumskega kraljestva, ki je lahko ponovno združilo območje.
Aksumsko kraljestvo je bila starodavna država v Eritreji in Etiopskem višavju, ki je uspevalo med 1. in 7. stoletjem n. št. Vladarji, ki so bili glavni akter v trgovini med Rimskim cesarstvom in starodavno Indijo, so olajšali trgovino s kovanjem lastne valute. Država je prav tako vzpostavila svojo hegemonijo nad propadajočim kraljestvom Kuš in redno vstopala v politiko kraljestev na Arabskem polotoku ter sčasoma razširila svojo oblast nad regijo z osvojitvijo Himjarskega kraljestva. Pod Ezano (vladal 320–360) je Aksumsko kraljestvo postalo prvo večje kraljestvo, ki je sprejelo krščanstvo, Mani pa ga je imenoval za eno od štirih velikih sil svojega časa, skupaj s Perzijo, Rimom in Kitajsko.
Somalija je bila pomembna povezava na Rogu, ki je povezovala trgovino regije s preostalim starodavnim svetom. Somalski pomorščaki in trgovci so bili glavni dobavitelji kadila, mire in začimb, ki so bile vse dragoceno razkošje za stare Egipčane, Feničane, Mikence, Babilonce in Rimljane. Rimljani so posledično začeli označevati regijo kot Regio Aromatica. V klasičnem obdobju je več cvetočih somalijskih mestnih držav, kot so Opone, Mosilon in Malao, prav tako tekmovalo s Sabejci, Parti in Aksumiti za bogato indo-grško-rimsko trgovino.
Rojstvo islama nasproti Hornove obale Rdečega morja je pomenilo, da so lokalni trgovci in mornarji, ki so živeli na Arabskem polotoku, postopoma prišli pod vpliv nove vere prek svojih spreobrnjenih arabskih muslimanskih trgovskih partnerjev. S preseljevanjem muslimanskih družin iz islamskega sveta na Rog v zgodnjih stoletjih islama in mirnim spreobrnitvijo lokalnega prebivalstva s strani muslimanskih učenjakov v naslednjih stoletjih so se starodavne mestne države sčasoma preoblikovale v islamske Mogadiš, Berbero, Zeilo, Barawa in Merka, ki so bili del civilizacije Barbara. Mesto Mogadiš je postalo znano kot »mesto islama« in je več stoletij nadzorovalo vzhodnoafriško trgovino z zlatom.

### Srednji vek in zgodnji novi vek
V srednjem veku je več močnih imperijev obvladovalo regionalno trgovino na Rogu, vključno s sultanatom Adal, sultanatom Adžuran, Etiopskim cesarstvom, dinastijo Zagve in sultanatom Geledi.
Sultanat Šova, ustanovljen leta 896, je bil ena najstarejših lokalnih islamskih držav. Njegovo središče je bilo v nekdanji provinci Ševa v osrednji Etiopiji. Politiko je okoli leta 1285 nasledil sultanat Ifat. Ifat se je upravljal iz glavnega mesta v Zeili v Somalilandu in je bil najbolj vzhodno okrožje nekdanjega sultanata Ševa.
Sultanat Adal je bila srednjeveška večetnična muslimanska država s središčem v regiji Rog. Na vrhuncu je nadzoroval velike dele Somalije, Etiopije, Džibutija in Eritreje. Mnoga zgodovinska mesta v regiji, kot so Amud, Maduna, Abasa, Berbera, Zeila in Harar, so cvetela v zlati dobi kraljestva. To obdobje je za seboj pustilo številne dvorne palače, mošeje, svetišča in obzidja. Pod vodstvom vladarjev, kot so Sabr ad-Din II., Mansur ad-Din, Džamal ad-Din II., Šams ad-Din, general Mahfuz in Ahmad ibn Ibrahim al-Ghazi, so adalitske vojske nadaljevale boj proti salomonski dinastiji, kampanja, zgodovinsko znana kot osvojitev Abesinije ali Futuh al Habash.
Z močno centralizirano upravo in agresivno vojaško držo do vsiljivcev se je Sultanat Adžuran uspešno uprl oromski invaziji z zahoda in portugalskemu vdoru z vzhoda med Gaal Madov in adžuransko-portugalskimi vojnami. Okrepljene ali ponovno vzpostavljene so bile tudi trgovske poti iz starodavnih in zgodnjih srednjeveških obdobij somalskega pomorskega podjetja, država pa je zapustila obsežno arhitekturno zapuščino. Številni od stotih porušenih gradov in utrdb, ki so danes posejane po pokrajini Somalije, se pripisujejo adžurskim inženirjem, vključno z veliko polji grobnic s stebri, nekropolami in porušenimi mesti, zgrajenimi v tistem obdobju. Kraljeva družina, hiša Gareen, je prav tako razširila svoja ozemlja in vzpostavila svojo hegemonsko vladavino s spretno kombinacijo vojskovanja, trgovskih povezav in zavezništev.
Rodbina Zagve je vladala številnim delom sodobne Etiopije in Eritreje od približno 1137 do 1270. Ime rodbine izhaja iz kušitsko govorečega ljudstva Agav iz severne Etiopije. Od leta 1270 naprej je dolga stoletja Etiopskemu cesarstvu vladala Salomonova dinastija.
Leta 1270 je plemič iz Amhare Jekuno Amlak, ki je trdil, da izhaja iz zadnjega aksumskega kralja in nazadnje kraljice iz Sabe, strmoglavil rodbino Agav Zagve v bitki pri Ansati, s čimer je začel svojo vladavino kot cesar Etiopije. Medtem ko je bil sprva precej majhna in politično nestabilna entiteta, se je cesarstvu med križarskimi vojnami Amde Sejona I. (1314–1344) in njegovih naslednikov uspelo znatno razširiti ter tako postati prevladujoča sila v vzhodni Afriki.
V zgodnjem 15. stoletju je Etiopija prvič po Aksumskih časih skušala vzpostaviti diplomatske stike z evropskimi kraljestvi. Ohranjeno je pismo angleškega kralja Henrika IV. cesarju Abesinije. Leta 1428 je cesar Ješak poslal dva odposlanca k Alfonzu V. Aragonskemu, ki je poslal odposlance, ki jim ni uspelo dokončati povratnega potovanja.
Prvi trajni odnosi z evropsko državo so se začeli leta 1508 s Portugalsko pod cesarjem Lebno Dengelom, ki je ravno podedoval prestol po svojem očetu. To se je izkazalo za pomemben dogodek, kajti ko je bila Abesinija izpostavljena napadom generala Sultanata Adal in imama Ahmada ibn Ibrahima al-Ghazija (imenovanega Gurey ali Grañ, kar pomeni 'levičar'), je Portugalska pomagala etiopskemu cesarju s pošiljanjem orožja in štiristo mož, ki so pomagali njegovemu sinu Gelavdewosu premagati Ahmada in ponovno vzpostaviti njegovo oblast. Ta etiopsko-adalska vojna je bila tudi ena prvih posredniških vojn, Portugalska pa je prevzela stran v konfliktu.
Ko se je cesar Susenjos leta 1624 spreobrnil v rimskokatoliško vero, so sledila leta upora in državljanskih nemirov, ki so povzročili na tisoče smrti. Jezuitski misijonarji so užalili pravoslavno vero lokalnih Etiopijcev. 25. junija 1632 je Susenjosov sin, cesar Fasilides, ponovno razglasil etiopsko pravoslavno krščanstvo za državno vero in izgnal jezuitske misijonarje in druge Evropejce.
Ob koncu 18. in na začetku 19. stoletja je dinastija Jedžju (natančneje Varasek) vladala severni Etiopiji in spremenila uradni jezik ljudstva Amhare v Afaan Oromo, tudi na dvoru Gondar, ki je bilo glavno mesto cesarstva. Ustanovil ga je Ali I. iz Jedžjuja, več zaporednih njegovih potomcev in Abba Seru Gvangul je vladalo s svojo vojsko, ki je prihajala predvsem iz njihovega klana plemena Jedžju Oromo ter Vollo in Raja Oromo.
Sultanat Geledi je bilo somalsko kraljestvo, ki ga je upravljala rodbina Gobron, ki je v 18. in 19. stoletju vladala delom Afriškega roga. Ustanovil ga je adžuranski vojak Ibrahim Adeer, ki je premagal različne vazale adžuranskega kraljestva in ustanovil rodbino Gobron. Rodbina je dosegla vrhunec med zaporednimi vladavinami sultana Jusufa Mahamuda Ibrahima, ki je med vojnami Bardera uspešno utrdil moč Gobronov, in sultana Ahmeda Jusufa, ki je regionalne sile, kot je Omansko cesarstvo, prisilil v oddajo davka.
Izakov sultanat je bilo somalsko kraljestvo, ki je v 18. in 19. stoletju vladalo delom Afriškega roga. Obsegalo je ozemlja klana Isak, potomcev klana Banu Hašim, v današnjem Somaliland in Etiopiji. Sultanat je vodila veja Reer Guled podklana Eidagale, ki ga je ustanovil prvi sultan, sultan Guled Abdi. Sultanat je predkolonialni predhodnik modernega Somalilanda.
Po ustnem izročilu je pred rodbino Guled klan-družini Isak vladala rodbina veje Tolje'lo, ki je izhajala iz potomcev Ahmeda z vzdevkom Tol Je'lo, najstarejšega sina žene Harari šejka Ishaka. Skupno je bilo osem vladarjev Tolje'la, začenši z Boqorjem Harunom (somalsko Boqor Haaruun), ki je od 13. stoletja vladal sultanatu Isak. Zadnjega vladarja Tolje'la Garada Dhuh Bararja (somalsko Dhuux Baraar) je strmoglavila koalicija Isakovih klanov. Nekoč močan klan Tolje'lo se je razpršil in se zatekel med Habr Aval, s katerimi še vedno večinoma živijo.
Sultanat Majeerteen (Migiurtinia) je bil še en pomemben somalski sultanat s sedežem v regiji Rog. V zlati dobi ji je vladal kralj Osman Mahamuud, v 19. in zgodnjem 20. stoletju pa je nadzoroval velik del severovzhodne in osrednje Somalije. Politika je imela vse organe integrirane moderne države in vzdrževala močno trgovsko mrežo. Prav tako je sklepala pogodbe s tujimi silami in izvajala močno centralizirano oblast na domači fronti. Velik del nekdanje domene sultanata je danes soobsežen z avtonomno regijo Puntland v severni Somaliji.
Sultanat Hobjo je bilo somalsko kraljestvo iz 19. stoletja, ki ga je ustanovil sultan Jusuf Ali Kenadid. Sprva je bil Kenadidov cilj prevzeti nadzor nad sosednjim sultanatom Majeerteen, ki mu je takrat vladal njegov bratranec Boqor Osman Mahamud. Vendar v tem prizadevanju ni bil uspešen in je bil na koncu prisiljen v izgnanstvo v Jemen. Desetletje kasneje, v 1870-ih, se je Kenadid vrnil z Arabskega polotoka s skupino mušketirjev Hadhrami in skupino predanih poročnikov. Z njihovo pomočjo mu je uspelo ustanoviti kraljestvo Hobjo, ki je v zgodnjem novem veku vladalo večjemu delu severne in osrednje Somalije.

### Moderna zgodovina
V obdobju po odprtju Sueškega prekopa leta 1869, ko so se evropske sile borile za ozemlje v Afriki in poskušale vzpostaviti črpalne postaje za svoje ladje, je Italija napadla in okupirala Eritrejo. 1. januarja 1890 je Eritreja uradno postala italijanska kolonija. Leta 1896 so etiopske sile odločilno ustavile nadaljnje italijansko prodiranje na Rogu. Leta 1936 pa je Eritreja postala provinca italijanske vzhodne Afrike (Africa Orientale Italiana), skupaj z Etiopijo in italijansko Somalijo. Do leta 1941 je Eritreja imela približno 760.000 prebivalcev, vključno s 70.000 Italijani. Oborožene sile Commonwealtha so skupaj z etiopskim patriotskim odporom leta 1941 izgnale italijanske in prevzele upravo območja. Britanci so še naprej upravljali ozemlje pod mandatom ZN do leta 1951, ko je bila Eritreja združena z Etiopijo v skladu z resolucijo ZN 390 A (V), sprejeto decembra 1950.
Strateški pomen Eritreje zaradi njene obale Rdečega morja in rudnih bogastev je bil glavni vzrok za federacijo z Etiopijo, kar je posledično vodilo do priključitve Eritreje kot 14. province Etiopije leta 1962. To je bil vrhunec postopnega procesa prevzema etiopske oblasti, proces, ki je vključeval edikt iz leta 1959, ki je uvedel obvezno poučevanje amharščine, glavnega jezika Etiopije, v vseh eritrejskih šolah. Pomanjkanje upoštevanja eritrejskega prebivalstva je povzročilo oblikovanje gibanja za neodvisnost v zgodnjih 1960-ih (1961), ki je izbruhnilo v 30-letno vojno proti zaporednim etiopskim vladam, ki se je končala leta 1991. Po referendumu pod nadzorom ZN v Eritreji (imenovan UNOVER), v katerem so Eritrejci z veliko večino glasovali za neodvisnost, je Eritreja leta 1993 razglasila svojo neodvisnost in pridobila mednarodno priznanje. Leta 1998 je mejni spor z Etiopijo privedel do eritrejsko-etiopske vojne.
Od leta 1862 do 1894 se je dežela severno od zaliva Tadjoura, ki leži v današnjem Džibutiju, imenovala Obock in so ji vladali somalski in afarski sultani, lokalne oblasti, s katerimi je Francija med letoma 1883 in 1887 podpisala različne pogodbe, da bi se najprej uveljavila v regiji. Leta 1894 je Léonce Lagarde ustanovil stalno francosko upravo v mestu Džibuti in regijo poimenoval Côte française des Somalis (francoska Somaliland), ime, ki se je ohranilo do leta 1967.
Leta 1958, na predvečer osamosvojitve sosednje Somalije leta 1960, je bil na tem ozemlju izveden referendum, da bi se odločili, ali naj se pridruži somalski republiki ali ostane s Francijo. Referendum je dal prednost nadaljnji povezanosti s Francijo, deloma zaradi skupnega glasovanja za številčno etnično skupino Afar in prebivalci Evrope. Poročali so tudi o razširjenem prirejanju glasovanja, pri čemer so Francozi pred volitvami izgnali na tisoče Somalcev. Večina tistih, ki so glasovali proti, so bili Somalci, ki so bili močno naklonjeni pridružitvi združeni Somaliji, kot je predlagal Mahmoud Harbi, podpredsednik vladnega sveta. Harbi je dve leti pozneje umrl v letalski nesreči. Džibuti se je končno osamosvojil od Francije leta 1977. Hassan Gouled Aptidon, somalski politik, ki se je zavzemal za glasovanje na referendumu leta 1958, je postal prvi predsednik države (1977–1999). V začetku leta 2011 so se državljani Džibuta udeležili vrste protestov proti dolgoletni vladi, ki so bili povezani z večjimi demonstracijami arabske pomladi. Nemiri so se sčasoma umirili do aprila leta in vladajoča stranka Džibutija Ljudski zbor za napredek je bila ponovno izvoljena na položaj.
Derviši so obstajali 25 let, od 1895 do 1920. Turki so Hasana imenovali za emirja somalijskega naroda, Nemci pa so obljubili, da bodo uradno priznali vsa ozemlja, ki bi jih derviši pridobili. Po četrt stoletja zadrževanja Britancev na odstopanju so bili Derviši leta 1920 končno poraženi kot neposredna posledica nove britanske politike zračnega bombardiranja. Zaradi tega bombardiranja so bila nekdanja ozemlja dervišev spremenjena v protektorat Britanije. Italija se je soočila s podobnim nasprotovanjem somalijskih sultanov in vojsk in ni pridobila popolnega nadzora nad moderno Somalijo vse do fašističnega obdobja konec leta 1927. Ta okupacija je trajala do leta 1941 in jo je nadomestila britanska vojaška uprava. Nekdanji Britanski Somaliland bi skupaj z italijanskim Somalilandom med letoma 1950 in 1960 ostal pod skrbništvom Italije. Zveza obeh držav je leta 1960 oblikovala Somalijsko republiko. Oblikovana je bila civilna vlada in 20. julija 1961 je bila z ljudskim referendumom ratificirana ustava, pripravljena leta 1960.
Zaradi dolgoletnih vezi z arabskim svetom je bila republika Somalija leta 1974 sprejeta v članstvo Arabske lige. Istega leta je nekdanja socialistična uprava države predsedovala tudi Organizaciji afriške enotnosti, predhodnici Afriške unije. Leta 1991 je izbruhnila somalska državljanska vojna, ki je privedla do razpada unije in Somalilanda, ki je ponovno pridobil svojo neodvisnost, skupaj s propadom centralne vlade in pojavom številnih avtonomnih politik, vključno z upravo Puntlanda na severu.  Prebivalci Somalije so se pozneje vrnili k lokalnim oblikam reševanja sporov, bodisi posvetnemu, islamskemu ali običajnemu pravu, z določbo o pritožbi na vse kazni. Leta 2004 je bila nato ustanovljena prehodna zvezna vlada. Zvezna vlada Somalije je bila ustanovljena 20. avgusta 2012, hkrati s koncem začasnega mandata prehodne zvezne vlade. Predstavlja prvo stalno centralno vlado v državi od začetka državljanske vojne. Zvezni parlament Somalije služi kot zakonodajna veja vlade.
Sodobna Etiopija in njene sedanje meje so posledica znatnega ozemeljskega zmanjšanja na severu in širitve na vzhodu in jugu proti njenim sedanjim mejam, zaradi številnih migracij, komercialne integracije, pogodb in osvajanj, zlasti cesarja Menelika II. in Ras Gobene. Iz osrednje province Šoa se je Menelik odpravil, da bi podjarmil in vključil 'dežele in ljudi Juga, Vzhoda in Zahoda v imperij'. To je storil s pomočjo milice Ševan Oromo Ras Gobene, in začel širiti svoje kraljestvo proti jugu in vzhodu, širiti se na območja, ki niso bila obvladovana od invazije Ahmada ibn Ibrihima al-Ghazija in na druga območja, ki nikoli niso bila pod njegovo oblastjo, kar je povzročilo današnje meje Etiopije. Menelik je maja 1889 z Italijo podpisal pogodbo iz Wichaleja, v kateri je Italija priznavala suverenost Etiopije, dokler bi Italija lahko nadzorovala majhno območje severnega Tigraja (del sodobne Eritreje). V zameno naj bi Italija priskrbela Meneliku orožje in ga podprla kot cesarja. Italijani so čas od podpisa pogodbe do njene ratifikacije s strani italijanske vlade izkoristili za nadaljnjo širitev svojih ozemeljskih zahtev. Italija je začela državni program preselitve Italijanov brez zemlje v Eritreji, ki ga je financirala država, kar je povečalo napetosti med eritrejskimi kmeti in Italijani. Ta spopad je izbruhnil v bitki pri Advi 1. marca 1896, v kateri so italijanske kolonialne sile premagali Etiopijci.
Začetek 20. stoletja je v Etiopiji zaznamovala vladavina cesarja Haile Selasija I., ki je prišel na oblast po odstavitvi Ijasuja V. Leta 1935 so se čete Haile Selassieja bojevale in izgubile drugo italijansko-abesinsko vojno, po kateri je Italija Etiopijo priključila italijanski Vzhodni Afriki. Haile Selassie se je nato pritožil pri Društvu narodov in imel nagovor, ki ga je naredil za svetovno osebnost in leta 1935 za človeka leta po reviji Time. Po vstopu Italije v drugo svetovno vojno so sile Britanskega imperija skupaj z domoljubnimi etiopskimi borci osvobodile Etiopijo med vzhodnoafriško kampanjo leta 1941.
Vladavina Haile Selassieja se je končala leta 1974, ko ga je sovjetska marksistično-leninistična vojaška hunta Derg, ki jo je vodil Mengistu Haile Mariam, odstavila in ustanovila enostrankarsko komunistično državo, ki se je imenovala Ljudska demokratična republika Etiopija. Julija 1977 je izbruhnila Ogadenska vojna, potem ko je somalska vlada Siada Barreja skušala vključiti večinoma s Somalci naseljeno regijo Ogaden v Pan-Somali Veliko Somalijo. Do septembra 1977 je somalijska vojska nadzorovala 90 odstotkov Ogadena, a se je bila pozneje prisiljena umakniti, potem ko je etiopski Derg prejel pomoč ZSSR, Kube, Južnega Jemna, Vzhodne Nemčije in Severne Koreje, vključno s približno 15.000 kubanskimi bojnimi enotami.
Leta 1989 se je Tigrajska ljudska osvobodilna fronta (TPLF) združila z drugimi etnično temelječimi opozicijskimi gibanji v Etiopsko ljudsko revolucionarno demokratično fronto (EPRDF) in na koncu uspela strmoglaviti Mengistujev diktatorski režim leta 1991. Prehodna vlada, ki jo je sestavljal Nato je bil ustanovljen 87-članski predstavniški svet, ki ga je vodila nacionalna listina, ki je delovala kot prehodna ustava. Prve svobodne in demokratične volitve so potekale pozneje leta 1995, ko je bil na položaj izvoljen etiopski premier Meles Zenavi z najdaljšim stažem. Tako kot drugi narodi v regiji Afriški rog je Etiopija v tem obdobju sprememb ohranila svoje zgodovinsko tesne odnose z državami na Bližnjem vzhodu. Zenavi je umrl leta 2012, vendar njegova stranka Etiopska ljudska revolucionarna demokratična fronta (EPRDF) ostaja vladajoča politična koalicija v Etiopiji.
- Eritrejski Ascaris, kolonialne čete italijanske vojske, v lesorezu iz leta 1898
- Porta di Giardini (Vrtna vrata) na tržnici v Mogadišu, Italijanska Somalija
- Britanski vojaki kamel v Britanski Somaliland
- Somalski inženirji popravljajo zajeti etiopski tank T-34/85 model 1969 za uporabo v Osvobodilni fronti Zahodne Somalije med vojno Ogaden, marec 1978
- Vojaki Združenih narodov, del misije Združenih narodov v Etiopiji in Eritreji, nadzorujejo mejo med Eritrejo in Etiopijo (2005)

## Geografija

### Geologija in podnebje
Afriški rog je skoraj enako oddaljen od ekvatorja in Rakovega povratnika. Sestavljeno je predvsem iz gora, dvignjenih zaradi oblikovanja Velikega tektonskega jarka, preloma v Zemeljini skorji, ki se razteza od Turčije do Mozambika in označuje ločevanje afriške in arabske tektonske plošče. Večinoma gorata regija je nastala zaradi prelomov, ki izhajajo iz riftne doline.
Geološko gledano sta pred približno 18 milijoni let Rog in Jemen nekoč tvorila eno kopensko maso, preden se je Adenski zaliv prelomil in ločil regijo Rog od Arabskega polotoka. Somalsko ploščo na zahodu omejujeta Veliki tektonski jarek, ki se razteza proti jugu od trojnega stičišča v Afarski depresiji, in podmorsko nadaljevanje preloma, ki se razteza proti jugu od obale. Severna meja je Adenski greben ob obali Saudove Arabije. Vzhodna meja je Srednjeindijski greben, katerega severni del je znan tudi kot Carlsbergov greben. Južna meja je jugozahodni indijski greben.
Obsežni ledeniki so nekoč prekrivali Simiensko gorovje in gorovje Bale, vendar so se na začetku holocena stopili. Gore se v ogromni strmini spuščajo do Rdečega morja in bolj enakomerno do Indijskega oceana. Socotra je majhen otok v Indijskem oceanu ob obali Somalije. Njegova velikost je 3600 km² in je ozemlje Jemna.
Nižine Afriškega roga so na splošno sušne kljub bližini ekvatorja. To je zato, ker vetrovi tropskih monsunov, ki dajejo sezonsko deževje Sahelu in Sudanu, pihajo z zahoda. Posledično izgubijo vlago, preden dosežejo Džibuti in severni del Somalije, zaradi česar večina Roga prejme malo padavin v monsunski sezoni.
V gorah Etiopije številna območja prejmejo več kot 2000 mm na leto in celo Asmara prejme povprečno 570 mm. Te padavine so edini vir vode za številna območja zunaj Etiopije, vključno z Egiptom. Pozimi severovzhodni pasati ne zagotavljajo vlage, razen v gorskih območjih severne Somalije, kjer lahko padavine pozno jeseni povzročijo letno količino do 500 mm. Na vzhodni obali je lahko močan dvig in dejstvo, da vetrovi pihajo vzporedno z obalo, letna količina padavin le 50 mm.
Podnebje v Etiopiji se med regijami precej razlikuje. V nižinah je na splošno bolj vroče, na planotah pa zmerno. V Adis Abebi, ki sega od 2200 do 2600 m, je najvišja temperatura 26 °C in najnižja 4 °C. Vreme je običajno sončno in suho, vendar na kratko dežuje od februarja do aprila, močno (meher) deževje pa je od sredine junija do sredine septembra. Puščava Danakil se razteza na 100.000 km² sušnega ozemlja v severovzhodni Etiopiji, južni Eritreji in severozahodnem Džibutiju. Območje je znano po vulkanih in ekstremni vročini z dnevnimi temperaturami nad 45 °C in pogosto nad 50 °C. Ima številna jezera, ki so jih oblikovali tokovi lave, ki so zajezili več dolin. Med njimi sta jezero Asale (116 m pod morsko gladino) in jezero Giuletti/Afrera (80 m pod morsko gladino), ki imata obe kriptodepresiji v Danakilski depresiji. Afrera vsebuje veliko aktivnih vulkanov, vključno z Maraho, Dabbahu, Afdera in Erta Ale.
V Somaliji podnebje nima velikih sezonskih sprememb. Vroče razmere prevladujejo vse leto skupaj z občasnimi monsunskimi vetrovi in nerednimi padavinami. Povprečne najvišje dnevne temperature se gibljejo od 28 do 43 °C, razen na višjih legah vzdolž vzhodne obale, kjer je mogoče čutiti učinke hladnega morskega toka. Somalija ima samo dve stalni reki, Džuba in Šabele, obe pa se začneta v Etiopskem višavju.

### Ekologija
Na Afriškem rogu najdemo približno 220 sesalcev. Med ogroženimi vrstami v regiji je več antilop, kot so beira (Dorcatragus megalotis), dibatag (Ammodorcas clarkei), srebrni dikdik (Madoqua piacentinii) in Spekejeva gazela (Gazella spekei). Druge izjemne vrste so somalski divji osel (Equus africanus somaliensis), puščavska bradavičarka (Phacochoerus aethiopicus), grivasti pavijan, somalski mali gerbil (Gerbillus dunni), ammodil (Ammodillus imbellis) in Spekesova podgana. Grevijeva zebra (Equus grevyi) je edinstven divji kopitar v regiji. Obstajajo plenilci, kot so lisasta hijena, progasta hijena (Hyaena hyaena) in leopard. Ogroženi afriški hijenski pes je imel populacije na Afriškem rogu, vendar so pritiski zaradi človekovega izkoriščanja habitata skupaj z vojnami zmanjšali ali iztrebili tega kanida v tej regiji.
Nekatere pomembne vrste ptic Roga so črni boubou, zlatokrili rogoznik, Warsanglijev ščinkavec (Linaria johannis) in džibutijska spurfovka (Pternistis ochropectus).
Afriški rog ima več endemičnih plazilcev kot katera koli druga regija v Afriki, z več kot 285 vrstami in približno 90 vrstami, ki jih najdemo izključno v regiji. Med endemičnimi rodovi plazilcev so Haackgreerius, Haemodracon, Ditypophis, Pachycalamus in Aeluroglena. Polovica teh rodov je edinstveno na Sokotri. Za razliko od plazilcev so dvoživke v regiji slabo zastopane.
V Afriškem rogu živi približno 100 vrst sladkovodnih rib, od katerih jih je približno 10 endemičnih. Med endemiti najdemo tri jamske ribe, Barbopsis devecchii, Phreatichthys andruzzii in Uegitglanis zammaranoi.
Ocenjuje se, da je v Rogu okoli 5000 vrst vaskularnih rastlin, od katerih jih je približno polovica endemičnih. Endemizem je najbolj razvit na Sokotri in v severni Somaliji. Regija ima dve endemični družini rastlin: Barbeyaceae in Dirachmaceae. Med drugimi izjemnimi vrstami so kumare, ki jih najdemo le na Sokotri, palma Livistona carinensis, oreh jeheb (Cordeauxia edulis) in somalska ciklama.
Zaradi polsušnega in sušnega podnebja Afriškega roga suše niso neobičajne. Zapletajo jih podnebne spremembe in spremembe kmetijskih praks. Stoletja so pastirske skupine v regiji opazovale skrbne prakse upravljanja pašnikov za ublažitev učinkov suše, kot je izogibanje prekomerni paši ali dajanje zemlje v praho samo mladim ali bolnim živalim. Vendar pa je rast prebivalstva povzročila pritisk na omejena zemljišča in privedla do tega, da se te prakse niso več vzdrževale. Suše v letih 1983–85, 1991–92, 1998–99 in 2011 so prekinile obdobja postopne rasti števila čred, kar je povzročilo zmanjšanje populacije govedi za 37 do 62 odstotkov. Pobude ECHO in USAID so uspele povrniti na stotine hektarjev pašnikov z upravljanjem pašnikov, kar je leta 2004 vodilo do ustanovitve Dikale Rangeland.
Od leta 2023 Afriški rog prizadene huda stalna suša in lakota, ki trajata že šest zaporednih let, zlasti v Somaliji in v mesecih od marca do maja, v katerih pade 60 odstotkov letne količine padavin. Ocenjuje se, da so ogrožena življenja številnih ljudi, od 22 do 58 milijonov.

## Demografija, etnična pripadnost in jeziki
Poleg tega, da si delijo podobne geografske danosti, so države Afriškega roga večinoma jezikovno in etnično povezane, kar kaže na zapleten vzorec medsebojnih odnosov med različnimi skupinami. Dve glavni makroskupini sta kušitsko govoreča ljudstva, ki so tradicionalno osredotočena v nižinah, in etiosemitsko govoreča ljudstva Habeša, ki naseljujejo etiopsko in eritrejsko višavje.
Po podatkih Ethnologue se v Džibutiju govori 10 posameznih jezikov (dva domača), 14 v Eritreji, 90 v Etiopiji, 15 v Somaliji (somalščina je edini materni). Večina ljudi govori afroazijske jezike kušitske, semitske ali omotske veje. Kušitska veja vključuje oromščino, ki jo govorijo ljudstvo Oromo v Etiopiji, in somalščino, ki jo govorijo Somalci v Somaliji, Džibutiju, Etiopiji in Keniji; semitska veja (natančneje etiosemitska podveja) vključuje amharščino, ki jo govorijo ljudstvo Amhara v Etiopiji, in tigrinjščino, ki jo govorijo ljudstvo Tigrajan v Etiopiji in Eritreji. Drugi afroazijski jeziki s precejšnjim številom govorcev vključujejo kušitske jezike Afar, Saho, Hadija, Sidamo in Agav, semitski tigre, arabščino, Gurage, Harari, Silt'e in Argobba ter omotske jezike, ki jih govorijo Omotske skupnosti, ki naseljujejo južne regije Etiopije. Med temi jeziki so aari, dizi, gamo, kafa, hamer in volajta.
Jezike, ki pripadajo nilosaharski jezikovni družini, na nekaterih območjih govorijo tudi nilotske etnične manjšine, predvsem v Etiopiji in Eritreji. Ti jeziki vključujejo nilosaharski jezik Me'en in Mursi, ki se uporabljata v jugozahodni Etiopiji, ter idiome Kunama in Nara, ki se govorita v delih južne Eritreje.
Jezike, ki pripadajo jezikovni družini Niger-Kongo, na nekaterih območjih govorijo tudi etnične manjšine Bantujcev v Somaliji. V rečnih in obalnih območjih južne Somalije govorijo skupine Bajuni, Baravani in Bantujci tudi različice jezikov Niger-Kongo svahili in Mušunguli.
Afriški rog je ustvaril številne avtohtone sisteme pisave. Med njimi je pisava giz (ግዕዝ - Gəʿəz) (znana tudi kot etiopska), ki je bila napisana vsaj 2000 let. To je pisava abugida, ki je bila prvotno razvita za pisanje jezika giz. V govornih skupnostih, ki jo uporabljajo, kot sta amharščina in tigrinjščina, se pisava imenuje fidäl (ፊደል), kar pomeni 'pisava' ali 'abeceda'. Stoletja so somalski šejki in sultani za pisanje uporabljali pisavo vadad (različica arabske abecede). V zgodnjem 20. stoletju je kot odgovor na nacionalno kampanjo za določitev pisave za somalski jezik (ki je že zdavnaj izgubil svojo starodavno pisavo ) Osman Jusuf Kenadid, somalski pesnik in oddaljeni bratranec sultana Jusufa Ali Kenadid iz sultanata Hobjo je izdelal fonetično sofisticirano abecedo, imenovano Osmanja (znana tudi kot far soomaali; Osmanja: 𐒍𐒖𐒇 𐒈𐒝𐒑𐒛𐒐𐒘) za predstavitev zvokov somalščine. Čeprav pisava Osmanja ni več uradna pisava v Somaliji, je na voljo v območju Unicode 10480–104AF [od U+10480 – U+104AF (66688–66735)]. 
Številne etnične manjšine v južni Etiopiji in Eritreji se prav tako držijo različnih tradicionalnih ver. Med temi sistemi verovanj je tudi priznavanje boga neba Tumuja pri Nilosaharskem ljudstvu Surma.

## Gospodarstvo
Po podatkih IMF je imela regija Afriškega roga leta 2010 skupni BDP (PKM) 106,224 milijarde USD in nominalno 35,819 milijarde USD. Leta 2010 je BDP na prebivalca znašal 1061 $ (PKM) in 358 $ (nominalno).
Več kot 95 odstotkov čezmejne trgovine v regiji je neuradne in nedokumentirane, izvajajo pa jo pastirji, ki trgujejo z živino. Neuradna trgovina z živim govedom, kamelami, ovcami in kozami iz Etiopije, prodanimi v druge države na Rogu in širši regiji vzhodne Afrike, vključno s Somalijo in Džibutijem, ustvari ocenjeno skupno vrednost med 250 in 300 milijoni ameriških dolarjev letno (100-krat več kot uradna številka), pri čemer sta mesti Burao in Jirove v Somalilandu dom največjih živinskih tržnic na Afriškem rogu, s kar 10.000 glavami ovc in koz, ki se dnevno prodajo z vsega Afriškega roga, z mnogi od njih so bili poslani v zalivske države prek pristanišča Berbera. Ta trgovina pomaga zniževati cene hrane, povečati varnost preskrbe s hrano, razbremeniti mejne napetosti in spodbujati regionalno povezovanje. Vendar pa neregulirana in nedokumentirana narava te trgovine predstavlja tveganje, kot je omogočanje lažjega širjenja bolezni prek državnih meja. Poleg tega so vlade nezadovoljne z izgubljenimi davčnimi prihodki in deviznimi prihodki.